# Frederik Dreier

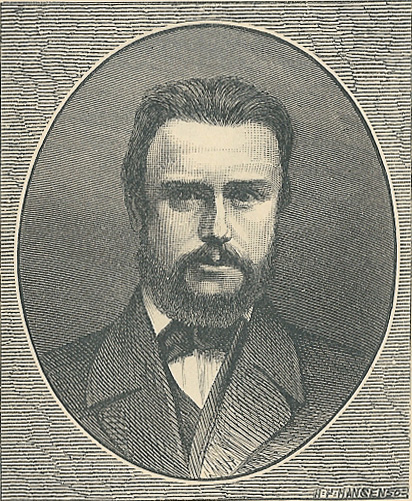
Frederik Dreier.

Frederik Henrik Hennings Dreier, född 16 december 1827 i Köpenhamn, död 9 maj 1853, var en dansk författare. Han har kallats Danmarks förste socialist.
Redan som skolpojke skrev Dreier bidrag till "Corsaren"; han blev 1844 student och började studera medicin, naturvetenskap, nationalekonomi och nyare socialistisk litteratur. Åren 1849–1851 tjänstgjorde han som underläkare i danska armén, men avled, innan han avlagt medicinsk examen. 
Uppfylld av begeistring för mänsklighetens framsteg och helt oberoende av hänsyn till traditioner och auktoritetstro uppträdde Dreier som talesman för den revolutionära, socialistiska och fritänkande riktning, som uppstått i Frankrike, och utgav en rad välskrivna småskrifter, Folkenes Fremtid, af en Fritænker och Fremtidens Folkeopdragelse, af en Socialist (1848), Aandetroen og den fri Tænkning (1852) samt veckotidningen "Samfundets Reform" (24 nummer april 1852 till februari 1853). 
Dreier krävde samhällets omdaning efter socialistiska principer, ansåg att kosmopolitismen står ovan nationaliteten (han ville ha ett universalspråk), bekämpade religionen som gammal vidskepelse och äktenskapet som ett otillbörligt tvång och ville ha kollektiv barnuppfostran under statens ledning. Han tog verksam del i Håndværkerdannelsesforeningen (1847) och Foreningen for Arbejdsklassens Vel och ville stifta ett reformsällskap, som tillika skulle vara en konsumtionsförening efter engelskt mönster. Under namnet "Peter Vandal" utgav han 1851 Et Blik paa det verdenshistoriske Værk "Clara Raphael" och riktade 1852 ett bittert angrepp på Meïr Aron Goldschmidt.